# 经济参考报
《经济参考报》，新华通讯社主办的全国性报纸，是中国大陆第一张经济报纸。社址位于北京市宣武门西大街甲101号。现任总编辑张超文。
《经济参考报》创刊于1981年7月，原报名《经济参考》，现报名由邓小平于1990年题写。目前《经济参考报》为对开大报，周一至周五出报。

## 爭議

### 批判遊戲是電子毒品
2021年8月初，該報一篇题为“‘精神鸦片’竟长成数千亿产业”的文章引發議論，当天网游相关公司股价大幅下跌。有網路自媒体評論直指，中國防沉迷規定可靠，未成年保护在世界處於先進地位，未成年人遊戲在流量中佔比才6%，而網路遊戲僅佔上網第三位，沉迷遊戲的指控站不住腳。也有其他中國遊戲從業者表示，由於日趨成熟的遊戲工業已經成為重要智慧財產，成為貢獻年輕人創造力和友誼的社交平台，在原神等一批遊戲被列入国家文化出口重点企业和重点项目名单，說明高層認可遊戲是中國文化寓教於樂的軟實力勝利之際，媒體與官方唱反調的行為令人費解，文章隨後緊急下架，可是後來“精神鸦片”、“电子毒品”等爭議稱呼刪去再度重發，中国新闻社等其他媒体總結批評應該增加的是分級制度和適度遊戲等細化管理內容，而非把教育和親子管教的問題推卸給遊戲。

### 记者被袭事件
2024年11月14日下午，《经济参考报》调查记者王文志、程子龙在安徽省定远县合新高铁中铁七局施工现场遭遇袭击，记者手机被抢夺，王文志本人右手受伤。该报此前于12日刊发二人采写的调查报道《弹性垫层“一割就开”，合新铁路建设材料“以次充好”存安全隐患》一文，披露合新高铁多家施工单位所采用的弹性垫层以次充好，存在安全隐患。中国记协随即发文表示，二人人身安全，手机已退回。中铁七局集团同日晚发文称配合警方调查。15日晚，定远县公安局发布通报，参与袭击两名记者的中铁七局项目部5名违法人员已被行政拘留。中铁七局集团亦对上述5名人员就地免职。